# Henry Bennett (Politiker)

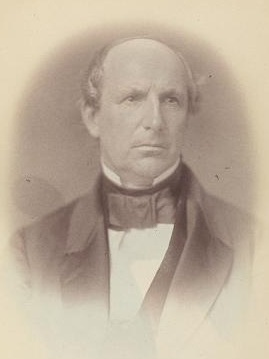
Henry Bennett

Henry Bennett (* 29. September 1808 in New Lisbon, New York; † 10. Mai 1868 in New Berlin, New York) war ein US-amerikanischer Jurist und Politiker. Zwischen 1849 und 1859 vertrat er den Bundesstaat New York im US-Repräsentantenhaus.

## Werdegang
Henry Bennett wurde ungefähr vier Jahre vor dem Ausbruch des Britisch-Amerikanischen Krieges im Otsego County geboren. Er besuchte öffentliche Schulen. Dann studierte er Jura. Nach dem Erhalt seiner Zulassung als Anwalt 1832 begann er in New Berlin im Chenango County zu praktizieren. 1846 war er Clerk in New Berlin. Die Folgezeit war vom Mexikanisch-Amerikanischen Krieg überschattet.
Politisch gehörte er zu jener Zeit der Whig Party an. Bei den Kongresswahlen des Jahres 1848 für den 31. Kongress wurde Bennett im 22. Wahlbezirk von New York in das US-Repräsentantenhaus in Washington, D.C. gewählt, wo er am 4. März 1849 die Nachfolge von Ausburn Birdsall antrat. Im Jahr 1850 kandidierte er im 21. Wahlbezirk von New York für den 32. Kongress. Nach einer erfolgreichen Wahl trat er am 4. März 1851 die Nachfolge von William W. Snow an. Er wurde drei Mal in Folge wiedergewählt. Während dieser Zeit wechselte seine politische Orientierung. 1854 wurde er für die Opposition Party in den 34. Kongress und 1856 für die Republikanische Partei in den 35. Kongress gewählt. Er erlitt 1858 bei seiner Kandidatur für den 36. Kongress eine Niederlage und schied nach dem 3. März 1859 aus dem Kongress aus. Während seiner Kongresszeit hatte er den Vorsitz über das Committee on Public Lands (34. Kongress).
Danach ging er in New Berlin wieder seiner Tätigkeit als Anwalt nach, welche er bis zu seinem Tod am 10. Mai 1868 ausübte. Sein Leichnam wurde dann auf dem St. Andrews’ Cemetery beigesetzt.